# Saint-Charles-la-Forêt
Saint-Charles-la-Forêt est une commune française, située dans le département de la Mayenne en région Pays de la Loire, peuplée de 219 habitants.
La commune fait partie de la province historique du Maine, et se situe dans le Bas-Maine.

## Géographie
La commune est située dans le Sud-Mayenne.

### Climat
Pour des articles plus généraux, voir Climat des Pays de la Loire et Climat de la Mayenne.
En 2010, le climat de la commune est de type climat océanique altéré, selon une étude du CNRS s'appuyant sur une série de données couvrant la période 1971-2000. En 2020, Météo-France publie une typologie des climats de la France métropolitaine dans laquelle la commune est exposée à un climat océanique et est dans la région climatique  Moyenne vallée de la Loire, caractérisée par une bonne insolation (1 850 h/an) et un été peu pluvieux. 
Pour la période 1971-2000, la température annuelle moyenne est de 11,3 °C, avec une amplitude thermique annuelle de 14 °C. Le cumul annuel moyen de précipitations est de 755 mm, avec 12,3 jours de précipitations en janvier et 6,5 jours en juillet. Pour la période 1991-2020, la température moyenne annuelle observée sur la station météorologique de Météo-France la plus proche, sur la commune de Grez-en-Bouère à 5 km à vol d'oiseau, est de 12,0 °C et le cumul annuel moyen de précipitations est de 740,5 mm,. Pour l'avenir, les paramètres climatiques de la commune estimés pour 2050 selon différents scénarios d'émission de gaz à effet de serre sont consultables sur un site dédié publié par Météo-France en novembre 2022.

## Urbanisme

### Typologie
Au 1er janvier 2024, Saint-Charles-la-Forêt est catégorisée commune rurale à habitat très dispersé, selon la nouvelle grille communale de densité à sept niveaux définie par l'Insee en 2022.
Elle est située hors unité urbaine. Par ailleurs la commune fait partie de l'aire d'attraction de Laval, dont elle est une commune de la couronne,. Cette aire, qui regroupe 66 communes, est catégorisée dans les aires de 50 000 à moins de 200 000 habitants,.

### Occupation des sols
L'occupation des sols de la commune, telle qu'elle ressort de la base de données européenne d’occupation biophysique des sols Corine Land Cover (CLC), est marquée par l'importance des territoires agricoles (98 % en 2018), en diminution par rapport à 1990 (100 %). La répartition détaillée en 2018 est la suivante : 
terres arables (48,2 %), prairies (43,1 %), zones agricoles hétérogènes (6,8 %), mines, décharges et chantiers (2 %). L'évolution de l’occupation des sols de la commune et de ses infrastructures peut être observée sur les différentes représentations cartographiques du territoire : la carte de Cassini (XVIIIe siècle), la carte d'état-major (1820-1866) et les cartes ou photos aériennes de l'IGN pour la période actuelle (1950 à aujourd'hui).

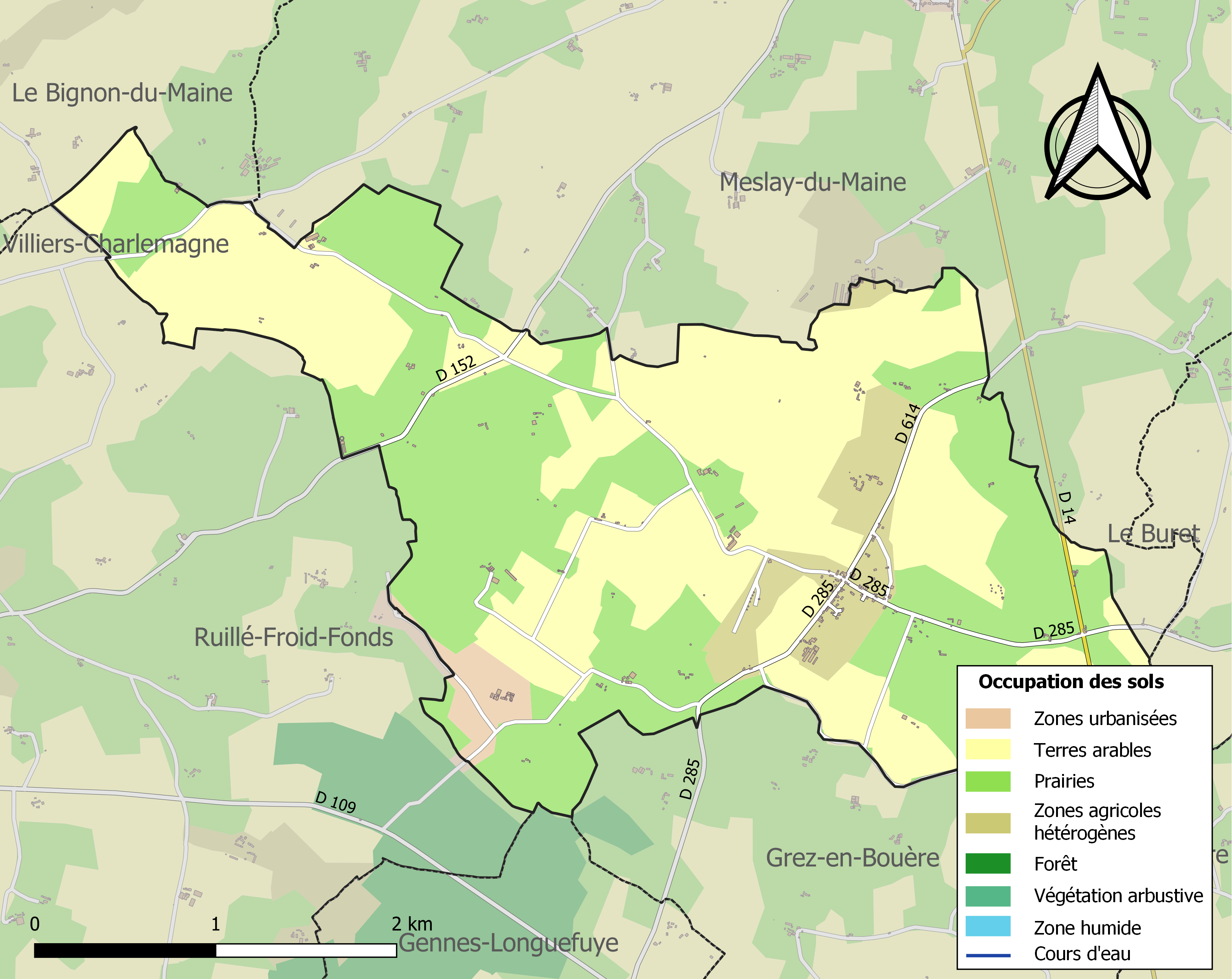
Carte des infrastructures et de l'occupation des sols de la commune en 2018 (CLC).

## Histoire
Contrairement à la plupart des communes de l'arrondissement de Château-Gontier, Saint-Charles ne faisait pas partie de l'Anjou, mais du comté de Laval dans la province du Maine.
Charles Belgique Hollande que son père souhaite aussi voir abjurer, est ramené à Laval et confié aux soins du sieur de Villebourg, chanoine de Saint-Tugal. Il fait son abjuration le 12 octobre 1670. Devenu catholique, comme son grand-père et prédécesseur qui s’était converti, il a fait construire, en forêt de Bouère, une église dédiée à saint Charles Borromée.
Une portion de la forêt de Bouère s'avançait fort loin au nord-ouest, entre les paroisses du Buret et de Villiers. C'était une magnifique futaie que Henri III de La Trémoille abattit en grande partie pour servir aux constructions maritimes. Une vaste étendue de terrain se trouva donc ainsi dénudée et propre à être livrée à l'agriculture. Bientôt un certain nombre d'habitants s'y établirent.
Charles Belgique Hollande de La Trémoille se détermine à créer pour eux une nouvelle paroisse et obtient pour cela des lettres du roi. Le prince fait bâtir à ses frais un presbytère et une église fort simple, dont la première pierre fut posée en son nom par René de la Porte, juge ordinaire de Laval. Elle est consacrée sous le vocable de saint Charles Borromée, patron du fondateur, le jour même de la fête du saint, 4 novembre 1690. Cette église a été reconstruite en 1842.

### Époque contemporaine
La commune de Saint-Charles-la-Forêt dispose d'une piscine, d'un village vacances et d'un espace nature. Elle le doit essentiellement à la générosité des époux Corgnet (Geneviève et Pierre). Pendant quarante ans, ce couple a dédié une bonne partie de son temps et de son énergie à des projets collectifs.
Les deux époux arrivent dans la commune en 1949 où ils sont instituteurs. Ils créent une coopérative scolaire. Des objets sont vendus pour payer des vacances d'été aux enfants de l'école. Cette tradition va perdurer avec des séjours en Espagne, Italie, Suisse, Pays-Bas et dans toute la France. Au début des années 1950, Pierre et Geneviève créent la cantine scolaire de la commune. Et en 1956, ils mettent en place un concours de 17, jeu de cartes proche de la manille. D'année en année, grâce au bouche-à-oreille, le concours connaît une notoriété sans pareil : on compte 184 joueurs en 1956 et 20 000 participants en 1976. Des milliers de joueurs de 17 envahissent le bourg de Saint-Charles-la-Forêt. Trente éditions du concours sont organisées entre 1956 et 1985. Les habitants de la commune donnent un gros coup de main. Ils aident à monter les préfabriqués où a lieu le concours qui se joue sur trois week-ends. Le montant des lots (voyages, voiture…) s'éleve à 500 000 francs. Les bénéfices vont financer les vacances des jeunes mais aussi les équipements communaux : une piscine climatisée en 1972, un étang et des sanitaires en 1976, une salle de loisirs en 1982, un premier bungalow en 1985, le bois de Bel-Air, des salles et d'autres bungalows en 1993. Pierre Corgnet est maire de la commune de 1983 à 1998.

## Politique et administration
| Période                                             | Période                | Identité           | Étiquette | Qualité     |
| --------------------------------------------------- | ---------------------- | ------------------ | --------- | ----------- |
| 1945                                                |                        | Henri Levecque     |           |             |
| 1953                                                |                        | Eugène Abafour     |           |             |
| 1983                                                | 1998                   | Pierre Corgnet     | PCF       | Enseignant  |
| 1998                                                | 2008                   | Daniel Lemaître    | SE        | Agriculteur |
| 2008                                                | 9 octobre 2024 (décès) | Michel Abafour     | SE        | Agriculteur |
| 14 janvier 2025 (intérim depuis le 10 octobre 2024) | En cours               | Marie-Pierre Colin |           |             |
| Les données manquantes sont à compléter.            |                        |                    |           |             |

## Population et société

### Démographie
L'évolution du nombre d'habitants est connue à travers les recensements de la population effectués dans la commune depuis 1793. Pour les communes de moins de 10 000 habitants, une enquête de recensement portant sur toute la population est réalisée tous les cinq ans, les populations de référence des années intermédiaires étant quant à elles estimées par interpolation ou extrapolation. Pour la commune, le premier recensement exhaustif entrant dans le cadre du nouveau dispositif a été réalisé en 2007.
En 2022, la commune comptait 219 habitants, en évolution de +4,78 % par rapport à 2016 (Mayenne : −0,73 %, France hors Mayotte : +2,11 %).
| 1793 | 1800 | 1806 | 1821 | 1831 | 1836 | 1841 | 1846 | 1851 |
| ---- | ---- | ---- | ---- | ---- | ---- | ---- | ---- | ---- |
| 520  | 478  | 502  | 532  | 521  | 544  | 534  | 523  | 504  |

| 1856 | 1861 | 1866 | 1872 | 1876 | 1881 | 1886 | 1891 | 1896 |
| ---- | ---- | ---- | ---- | ---- | ---- | ---- | ---- | ---- |
| 486  | 448  | 436  | 391  | 429  | 364  | 368  | 333  | 340  |

| 1901 | 1906 | 1911 | 1921 | 1926 | 1931 | 1936 | 1946 | 1954 |
| ---- | ---- | ---- | ---- | ---- | ---- | ---- | ---- | ---- |
| 324  | 322  | 315  | 276  | 284  | 292  | 333  | 273  | 269  |

| 1962 | 1968 | 1975 | 1982 | 1990 | 1999 | 2006 | 2007 | 2012 |
| ---- | ---- | ---- | ---- | ---- | ---- | ---- | ---- | ---- |
| 269  | 236  | 161  | 149  | 149  | 190  | 210  | 213  | 219  |

| 2017 | 2022 | - | - | - | - | - | - | - |
| ---- | ---- | - | - | - | - | - | - | - |
| 203  | 219  | - | - | - | - | - | - | - |

## Culture locale et patrimoine

### Lieux et monuments
- Église : Charles Belgique Hollande de La Trémoille, comte de Laval, ordonna la construction de cette église en 1684. Elle fut dédiée à Saint-Charles Borromée, dont la statue du XVIIe siècle en terre cuite trône sur l'autel. Au XVIIIe siècle, elle tombait en ruine. Le chœur, le transept et l'autel furent rebâtis un siècle plus tard. En 2005, l'église remise en état est rouverte après sept ans de fermeture.

### Héraldique
| Blason de Saint-Charles-la-Forêt | Blason  | D’or, au chevron de gueules, accompagné en chef de deux aigles d’azur, becquées et membrées de gueules, et en pointe d’un arbre arraché de sinople. |
| Blason de Saint-Charles-la-Forêt | Détails | L’ensemble du dessin, à l’exception de l’arbre, provient des armes de la famille de La Trémoille, fondatrice du village au XVIIe siècle. La reprise intégrale du blason du seigneur étant interdite pour la commune, il suffit de emprunter un ou plusieurs éléments. L’arbre représente le défrichement de la forêt qui a permis l’installation de Saint-Charles-la-Forêt. Les ornements sont deux gerbes de blé d’or, mises en sautoir par la pointe et liées de gueules afin d’honorer l’activité agricole de la commune. Le listel d’argent porte le nom de la commune en caractères majuscules de sable. La couronne de tours dit que l’écu est celui d’une commune ; elle n’a rien à voir avec des fortifications. Le statut officiel du blason reste à déterminer. |